# Angelo d'Anna de Sommariva
Angelo d'Anna de Sommariva, O.S.B. Cam. (cerca de 1340 - 21 de julho de 1428), também chamado de Angelo de Lodi, foi um cardeal italiano, Deão do Sagrado Colégio dos Cardeais.

## Biografia
Entrou para a Ordem dos Camaldulenses na diocese de Lodi, que passou a a usar o nome da diocese como seu.
Foi criado cardeal-diácono no consistório de 17 de dezembro de 1384, recebendo o título de Santa Lúcia em Septisolio em janeiro de 1385. Em agosto de 1394, torna-se o cardeal protodiácono. Passa para a ordem dos cardeais-presbíteros e para o título de Santa Pudenciana em maio de 1396. Em novembro de 1408, torna-se o cardeal protopresbítero. Abandonou a obediência romana para de Pisa. Participou do Concílio de Pisa.
Promovido à sé suburbicária de Palestrina em 23 de setembro de 1412. Nomeado legado em Nápoles. Participou do Concílio de Constança, quando acaba o Cisma do Ocidente. Em 13 de março de 1418, ele renunciou ao commendam da abadia cisterciense de S. Maria di Casamari. Acompanhou o Papa Martinho V a Tivoli em 17 de junho de 1421. Torna-se Decano do Colégio dos Cardeais, em fevereiro de 1426.
Morreu em 21 de julho de 1428, em Roma. Seu corpo foi transportado para Nápoles e sepultado na igreja de S. Maria em Cosmodin, chamado S. Maria di Portanova.

## Conclaves
- Conclave de 1389 - participou da eleição do Papa Bonifácio IX
- Conclave de 1404 - participou da eleição do Papa Inocêncio VII
- Conclave de 1406 - participou da eleição do Papa Gregório XII
- Conclave de 1409 - participou da eleição do Antipapa Alexandre V
- Conclave de 1410 - participou da eleição do Antipapa João XXIII
- Conclave de 1417 - participou da eleição do Papa Martinho V